# Clarisa Orsini
Clarisa Orsini (Monterotondo, 1453-Florencia, 30 de julio de 1488) fue la esposa de Lorenzo de Médici y madre del papa León X.

## Biografía
Clarisa era hija de Jacobo Orsini, señor de Monterotondo, y de Magdalena, hija de Carlos, duque de Bracciano, y hermana del cardenal Latino Orsini.
La madre de Lorenzo de Médici, Lucrecia Tornabuoni, se ocupó personalmente de arreglar un matrimonio de prestigio para su primogénito, rodeándose de la alta sociedad en Roma para sondear a las nobles familias locales. Su intención no era otra que escalar socialmente y unir el apellido Médici a una familia de la nobleza. Era una búsqueda bastante frecuente en la época: las familias ricas y emergentes buscaban nobleza y las familias nobles buscaban la riqueza de los nuevos burgueses.
Fue así como Lucrecia, gracias a su educación y cultura, eligió directamente a Clarisa de entre las muchachas casaderas, considerándola la más apta. Existen bastantes cartas que ella escribió a su marido, Pedro, donde la describe como una mercancía más por comprar. Clarisa era de piel clara, pía y de estatura adecuada.
Los pactos matrimoniales fueron establecidos en una dote de 6.000 florines, y se acordó un matrimonio por poderes (en ausencia de los novios) en Roma el 27 de diciembre de 1468, y uno presencial en Florencia el 4 de junio de 1469.
Muy poco querida por los florentinos y por su familia política, tenía un carácter muy religioso y poco acorde con la mentalidad de los humanistas, de entre los cuales, su marido era el líder. Lorenzo prefería a la florentina Lucrezia Donati, a quien dedicó su poesía. A pesar de esto tuvo una numerosa familia con su esposa.
Volvió a Roma en 1472 y durante la Conspiración de los Pazzi (1478) fue enviada aprisa a Pistoya con sus hijos, para protegerse durante los días de inestabilidad que el atentado provocó en Florencia.
Se registran otros muchos viajes a Volterra, Colle di Val d'Elsa, Tavarnelle Val di Pesa y otros lugares en 1485, y en 1488 viajó nuevamente a Roma en una visita a su familia.
Murió ese mismo año a causa de la tuberculosis.

## Descendencia
La pareja tuvo diez hijos, algunos con mucha importancia para la historia de Florencia e Italia:
- Lucrecia (1470-1553), casada con Jacobo Salviati, madre de María Salviati y abuela de Cosme I de Médici.
- Gemelos sin nombre, muertos poco después del parto (marzo de 1471).
- Pedro II (1472-1503), señor de Florencia. Casado con Alfonsina Orsini.
- Magdalena (1473-1519), casada con Francisco Cybo, hijo del papa Inocencio VIII.
- Contessina Beatriz (1474-1474).
- Juan (1475-1521), quien se convirtiera en el papa León X.
- Luisa (1477-1488), prometida como esposa a Juan el Popular, pero fallecida en la niñez.
- Contessina (1478-1515), casada con Piero Ridolfi.
- Juliano II (1479-1516), duque de Nemours. Casado con Filiberta de Saboya.

Debido al hecho que Clarisa fuera una Orsini, sumado a la gran riqueza de los Médici, fue posible que Juan fuera nombrado cardenal y más tarde papa en 1513.

## Retratos y homenajes

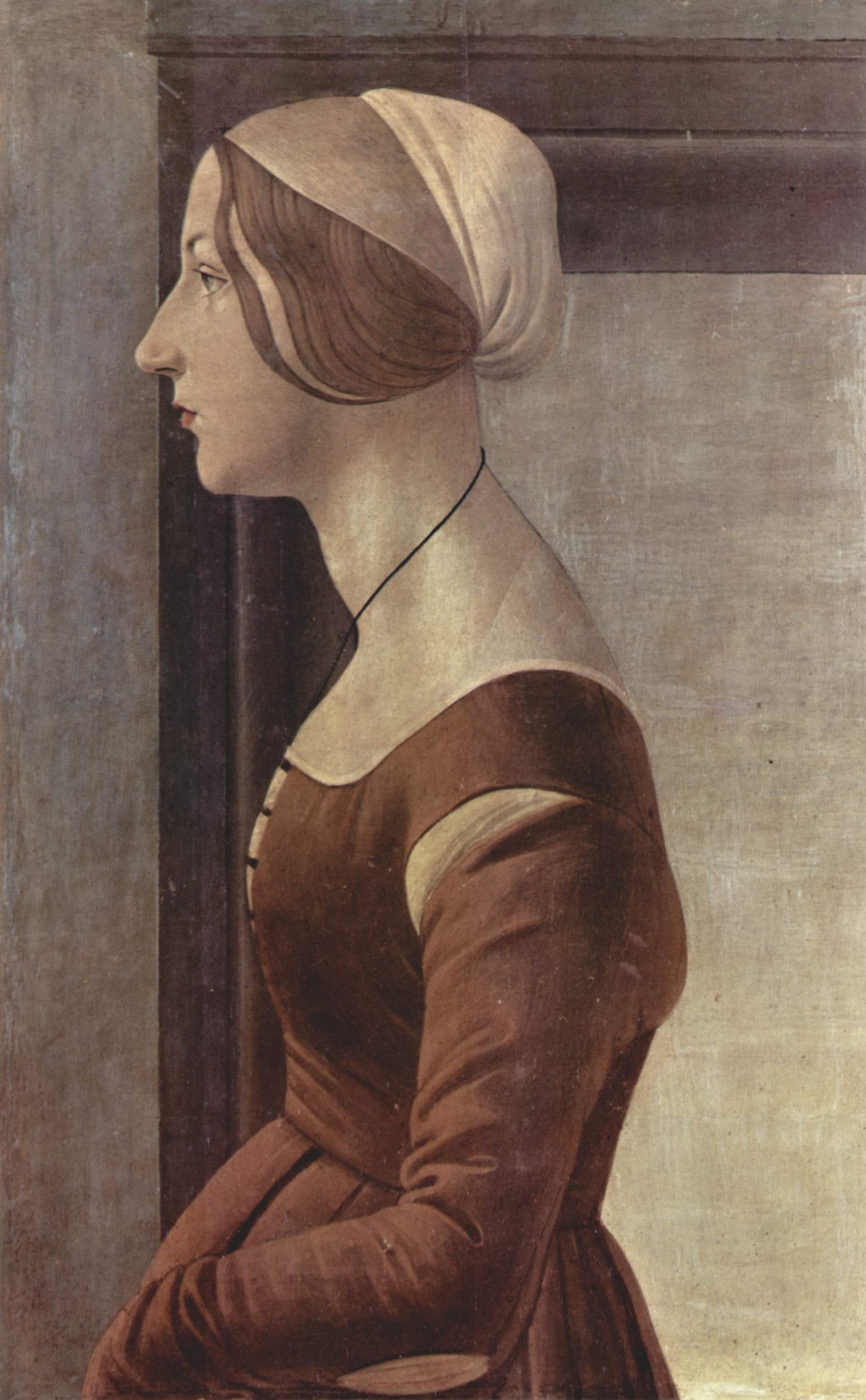
Sandro Botticelli, Ritratto di giovane donna (Palacio Pitti, Florencia, c. 1475).

Se cree que el Ritratto di giovane donna de Sandro Botticelli representa a Clarisa o a Fioretta Gorini (amante de su cuñado, Juliano). También se sabe que Domenico Ghirlandaio la retrató pero estos cuadros no han llegado hasta nuestros días.
El matrimonio entre Clarisa y Lorenzo de Médici se recrea una vez cada ocho años en Monterotondo durante las Fiestas de otoño.

## Filmografía

### Series de televisión
| Año       | Serie                       | Actriz          | Director       |
| --------- | --------------------------- | --------------- | -------------- |
| 2013-2015 | Da Vinci's Demons           | Lara Pulver     | David S. Goyer |
| 2018-2019 | Medici: Masters of Florence | Synnøve Karlsen | Frank Spotnitz |